# 239 (nombre)
Cet article concerne le nombre 239. Pour l'année, voir 239.
239 (deux cent trente-neuf) est l'entier naturel qui suit 238 et qui précède 240.

## En mathématiques
deux cent trente-neuf est :
- un nombre premier,
- un des nombres premiers jumeaux dont il fait la paire avec 241,
- un des nombres premiers sexy dont il fait la paire avec 233,
- un nombre premier de Sophie Germain,
- un nombre de Newman-Shanks-Williams,
- un nombre d'Eisenstein premier avec aucune partie imaginaire et une partie réelle de la forme {\displaystyle 3n-1}.
- un nombre premier de Chen.

Par ailleurs, le AI memo 239 (en) (HAKMEM) du MIT AI Lab a inclus un article sur les propriétés de 239, incluant ceci :
- Lors de l'expression de 239 comme une somme de carrés, 4 carrés sont requis, ce qui est le maximum qu'un nombre entier peut requérir ; il a aussi besoin du nombre maximum de cubes positifs (9) (23 est le seul autre entier de ce type)[2], et du nombre maximum de puissances quatrièmes (19).
- 239/(13)2 est une réduite de la fraction continue de racine carrée de 2, c’est-à-dire : 2392 = 2 · 134 - 1.
- π/4 = 4 arctan(1/5) - arctan(1/239) (formule de Machin).
- 239 · 4649 = 1111111, donc 1/239 = 0.0041841 qui se répète avec une période 7.
- 239 peut être écrit comme bn - bm - 1 pour b = 2, 3 et 4, un fait mis en évidence par sa représentation binaire 11101111, sa représentation ternaire 22212 et sa représentation quaternaire 3233.
- Il existe 239 nombres premiers < 1500.

## Dans d'autres domaines
deux cent trente-neuf est aussi :
- K239 est le seul travail de Mozart pour deux orchestres.
- Dans l'épisode L'Odyssée d'Homer de la série télévisée d'animation Les Simpson, Homer se pèse et décide de faire de l'exercice. Six mois plus tard, il se repèse et encore une fois, il décide de faire de l'exercice. À chaque fois, il pesait exactement 239 livres.
- Années historiques : -239, 239.
- Une référence à l'isotope radioactif du plutonium (le plutonium 239).